# Amblyseius sumatrensis
Amblyseius sumatrensis är en spindeldjursart som beskrevs av Ehara 2002. Amblyseius sumatrensis ingår i släktet Amblyseius och familjen Phytoseiidae. Inga underarter finns listade i Catalogue of Life.